# Borasu Pass
Borasu Pass är ett bergspass i Indien.   Det ligger i delstaten Himachal Pradesh, i den norra delen av landet, 300 km norr om huvudstaden New Delhi. Borasu Pass ligger 5 268 meter över havet.
Terrängen runt Borasu Pass är bergig. Runt Borasu Pass är det ganska glesbefolkat, med 30 invånare per kvadratkilometer. Det finns inga samhällen i närheten. Trakten runt Borasu Pass är permanent täckt av is och snö.